# Terminus post quem
Terminus post quem, förkortat TPQ, är latin och betyder ungefär "tidpunkt efter vilken" (någonting måste ha ägt rum). Det används i betydelsen tidigast, i sammanhang där man inte alltid exakt kan fastställa en ålder, till exempel inom arkeologin. Om man exempelvis finner ett mynt i en grav och kan fastställa myntets präglingstid, kan man fastställa gravens ålder terminus post quem, då med andra ord att gravsättningen tidigast utfördes under myntets präglingstid.